# Municipio de Greenfield (condado de Huron)
El municipio de Greenfield (en inglés: Greenfield Township) es un municipio ubicado en el condado de Huron en el estado estadounidense de Ohio. En el año 2010 tenía una población de 1374 habitantes y una densidad poblacional de 20,7 personas por km².

## Geografía
El municipio de Greenfield se encuentra ubicado en las coordenadas 41°6′21″N 82°41′14″O / 41.10583, -82.68722. Según la Oficina del Censo de los Estados Unidos, el municipio tiene una superficie total de 66.37 km², de la cual 65,29 km² corresponden a tierra firme y (1,62 %) 1,07 km² es agua.

## Demografía
Según el censo de 2010, había 1374 personas residiendo en el municipio de Greenfield. La densidad de población era de 20,7 hab./km². De los 1374 habitantes, el municipio de Greenfield estaba compuesto por el 97,74 % blancos, el 0,51 % eran afroamericanos, el 0,22 % eran asiáticos, el 0,73 % eran de otras razas y el 0,8 % eran de una mezcla de razas. Del total de la población el 1,75 % eran hispanos o latinos de cualquier raza.